# 熊野大泊インターチェンジ
熊野大泊インターチェンジ（くまのおおどまりインターチェンジ）は、三重県熊野市大泊町にある熊野尾鷲道路、熊野道路のインターチェンジである。近畿自動車道紀勢線に並行する国道42号の自動車専用道路として整備される。仮称は「大泊インターチェンジ」であったが、2012年（平成24年）11月21日に名称を「熊野大泊インターチェンジ」に決定した。
伊勢神宮式年遷宮に間に合わせる形で、2013年（平成25年）9月29日に開通。

## 歴史
- 2013年9月29日 : 三木里IC - 当IC間開通に伴い供用開始[3]。

## 周辺
- 大泊駅 （JR紀勢本線）
- 鬼ヶ城

## 接続する道路
- 国道42号

## 料金所
無料区間のため設置されない。

## 隣
E42 熊野尾鷲道路
(9) 熊野新鹿IC - (10) 熊野大泊IC
E42 熊野道路
(10) 熊野大泊IC - 熊野IC（仮称・事業中）

## 関連記事
- 日本のインターチェンジ一覧
- 日本の高速道路一覧